# Arqueología de África
La arqueología de África tiene el registro más largo de habitación humana en el mundo. Los primeros homínidos surgieron hace 6-7 millones de años, y entre los primeros cráneos humanos anatómicamente modernos encontrados hasta ahora se descubrieron en Omo Kibish, Djebel Irhoud y Florisbad.
La arqueología europea, así como la del norte de África, se divide generalmente en la Edad de Piedra (que comprende el Paleolítico inferior, el Paleolítico medio, el Paleolítico superior, el Mesolítico y el Neolítico), la Edad del Bronce y la Edad del Hierro. Para África al sur del Sahara, la arqueología africana se clasifica de una manera ligeramente diferente, con el Paleolítico generalmente dividido en Edad de Piedra Temprana, Edad de Piedra Media y Edad de Piedra Tardía. Después de estas tres etapas vienen el Neolítico pastoral, la Edad del Hierro y luego los períodos históricos posteriores.
La prehistoria de África se ha ignorado en gran medida, con la excepción de la investigación sobre la evolución humana temprana. Sin embargo, está supervisado por la Asociación Arqueológica Panafricana, cuyos miembros son arqueólogos profesionales de toda África.

## Edad de Piedra Temprana
La Edad de Piedra Temprana (abreviado: ESA; de sus siglas en inglés Early Stone Age), que se extendió desde hace aproximadamente 2.6 millones de años hasta hace 280 000 años, describe un período de la prehistoria africana en el que se desarrollaron las primeras herramientas de piedra, incluidas tanto Oldowan como Acheulean. Los primeros sitios a lo largo del Rift de África Oriental incluyen Lomekwi en la Cuenca de Turkana, Kenia, y garganta de Olduvai más al sur en la actual Tanzania. Los primeros homínidos fueron descubiertos en Etiopía y titulados Ardipithecus ramidus. Las especies divergentes de homínidos se conocen como australopithecus y se descubrieron por primera vez en Olduvai. Los australopitecos y sus fósiles incluyen Paranthropus boisei, siendo el más famoso apodado “Zinj” o “Hombre cascanueces” por Mary Leakey, la arqueóloga que lo encontró. Otro australopiteco más antiguo y famoso, relacionado con los encontrados en Olduvai Gorge pero que se encuentran aproximadamente a 2000 kilómetros al noreste en el valle Awash de Etiopía, es Lucy, que fue descubierta por Donald Johanson y su equipo en 1974.
La datación relativa más antigua para el uso de herramientas de piedra fue descubierta en 2015, por Sonia Harmand, en Lomekwi 3 en West Turkana, Kenia, con herramientas de piedra que datan de hace 3.3 millones de años. Las herramientas de Lomekwi se diferencian de las herramientas de Oldowan en sus características tecnológicas primitivas que las hacen grandes y pesadas. Se cree que el Lomekwi fue creado por Australopithecus afarensis. Antes de este descubrimiento, algunas de las herramientas de piedra más antiguas se encontraron en Lokalalei 2C en West Turkana, donde se exhiben artefactos que exhiben procesos de tallado realizados por Australopithecus africanus datan de hace unos 2.34 millones de años, lo que marca el comienzo de la ESA. La incorporación de herramientas proporcionó a los primeros homínidos la capacidad de responder a los cambios más fácilmente fuera de las necesidades inmediatas de la vida diaria y extendió los patrones de comportamiento de adaptabilidad a las tendencias a largo plazo experimentadas durante generaciones.
Aproximadamente un millón de años después, el Homo erectus evolucionó hasta convertirse en una especie más avanzada y fabricó herramientas conocidas como hachas de mano achelenses. Estas hachas de mano eran una tecnología bifacial multipropósito que se mantuvo sin cambios durante miles de años. La tecnología demuestra un aumento en el desarrollo y la complejidad del cerebro en Homo erectus, como lo demuestra el mayor nivel de previsión y conocimiento del material necesario para la producción de las herramientas. ElHomo erectus también se asocia con los primeros casos de "vida humana moderna", como el fuego, las "emociones modernas" y el arte. La evidencia más temprana de homínidos que controlan el fuego se encuentra en la cueva de Wonderwerk, Sudáfrica. Junto con sus nuevas tecnologías, también formaron parte del "primer movimiento fuera de África" y se extendió a todas partes del mundo. Este movimiento tuvo lugar en algún lugar hace alrededor de 1.8-0.8 millones de años, donde el Homo erectus se extendió desde África hacia Eurasia. Uno de los esqueletos de Homo erectus más notables y más encontrados fue el del niño de Nariokotome que fue encontrado cerca del lago Turkana en Kenia descubierto por Richard Leakey y Kamoya Kimeu. El niño de Nariokotome era un adolescente cuando murió, y su esqueleto exhibe la primera evidencia de cuidado en el registro arqueológico, porque fue cuidado a través de su debilitante escoliosis.
Recientemente descubierto fue una nueva adición a la línea de ancestros humanos llamada Homo naledi. Encontrado en cueva Rising Star en Sudáfrica, Homo naledi no tiene fecha pero tiene características tanto de humanos primitivos como de humanos modernos.

## Edad de Piedra Media
La Edad de Piedra Media (abreviado: MSA; de sus siglas en inglés Middle Stone Age), que data de hace aproximadamente 280 000 a 40 000 años, se caracteriza por la continuación de estilos de vida de cazadores-recolectores y, como se ha reconocido más recientemente, quizás los orígenes del comportamiento y la cognición humanos modernos. Aunque los cerebros de las especies de homínidos se reorganizaron y modernizaron a un ritmo rápido, el comportamiento de estos homínidos no se adaptó tan rápido. Esto hizo que las especies de homínidos fueran bastante primitivas. Los cazadores-recolectores africanos cazaban mamíferos más grandes y dependían de una variedad de plantas comestibles, tanto en las praderas que ahora son el desierto del Sahara como en las selvas tropicales de África Central. Los pueblos costeros también subsistían a base de mariscos y numerosos basureros indican su dieta.
El Homo sapiens aparece por primera vez en el registro arqueológico hace unos 300-270 000 años en África. Pronto desarrollaron un método más avanzado de fabricación de herramientas de pedernal que implicaba golpear las escamas de un núcleo preparado. Esto permitió un mayor control sobre el tamaño y la forma de la herramienta terminada y condujo al desarrollo de herramientas compuestas, puntas de proyectil y raspadores, que podían colocarse en lanzas, flechas o mangos. A su vez, esta tecnología permitió una caza más eficiente como la demostrada por la industria ateriense. En África oriental, las herramientas de piedra se fabricaban a partir de materias primas como el cuarzo y la obsidiana utilizando el método del núcleo preparado, que variaba según la región. Fue durante el Pleistoceno medio tardío cuando muchos grupos comenzaron a emigrar del este de África, especialmente hacia el sur. Las mejoras tecnológicas como los métodos aterienses y el desarrollo de nuevas habilidades ayudaron a estas personas a adaptarse a nuevos paisajes.
Aunque todavía eran cazadores-recolectores, existe evidencia de que estos primeros humanos también gestionaron activamente los recursos alimenticios, además de simplemente cosecharlos. La cuenca del Congo se ocupó por primera vez en esta época; las diferentes condiciones y dietas producían comportamientos y tipos de herramientas claramente diferentes. También hay los primeros signos de arte que aparecen mediante el uso del ocre como decoración corporal y pintura, y es posible que también se hayan practicado rituales de entierro.
La evidencia de una variedad de comportamientos indicativos de la modernidad conductual se remonta a la Edad de Piedra Media africana, asociada con los primeros Homo sapiens. Se han descubierto imágenes abstractas, estrategias de subsistencia ampliadas y otros comportamientos "modernos" de ese período en África, especialmente en el sur, norte y este de África. El sitio de la cueva de Blombos en Sudáfrica, por ejemplo, es famoso por las losas rectangulares de ocre grabadas con diseños geométricos. Usando múltiples técnicas de datación, se confirmó que el sitio tiene entre 77 000 y 100-75 000 años. En Diepkloof se encontraron contenedores de cáscaras de huevos de avestruz grabados con diseños geométricos que datan de hace 60 000 años, Sudáfrica. Se han encontrado cuentas y otros ornamentos personales en Marruecos que pueden tener hasta 130 000 años de antigüedad; además, la Cueva de los Hogares en Sudáfrica ha producido una serie de cuentas que datan de mucho antes de hace 50 000 años. Este tipo de ornamentaciones representan algunos de los primeros signos de comportamiento simbólico entre los antepasados humanos, incluidos los desarrollos en la cognición y las relaciones sociales. Se cree que las cuentas de la cueva Bizmoune, en el suroeste de Marruecos, tienen más de 142 000 años. Se han encontrado cuentas de concha que datan de hace unos 75 000 años en la cueva de Blombos, Sudáfrica.
También se han encontrado armas de proyectiles especializadas en varios sitios en África de la Edad de Piedra Media, incluidas puntas de flecha de hueso y piedra en sitios sudafricanos como la cueva de Sibudu (junto con una aguja de hueso temprana también encontrada en Sibudu) que data de hace aproximadamente 60 000-70 000 años y arpones de hueso en el sitio de Katanda en África Central que datan de hace unos 90 000 años. También existe evidencia del tratamiento térmico sistemático de la piedra de silcreta para aumentar su capacidad de formación de escamas con el propósito de fabricar herramientas, comenzando hace aproximadamente 164 000 años en el sitio sudafricano de Pinnacle Point y haciéndose común allí para la creación de herramientas microlíticas hace unos 72 000 años. Las primeras armas de proyectiles con punta de piedra (una herramienta característica del Homo sapiens), las puntas de piedra de las jabalinas o lanzas arrojadizas, fueron descubiertas en 2013 en el sitio etíope de Gademotta, y datan de hace unos 279 000 años.
En 2008, se descubrió un taller de procesamiento de ocre probablemente para la producción de pinturas que data de hace 100 000 años en la cueva de Blombos, Sudáfrica. El análisis muestra que se produjo y almacenó una mezcla rica en pigmentos licuados en las dos conchas de abulón, y que el ocre, el hueso, el carbón, las piedras de moler y las piedras de martillo también formaron una parte compuesta de las cajas de herramientas. La evidencia de la complejidad de la tarea incluye la obtención y combinación de materias primas de diversas fuentes (lo que implica que tenían una plantilla mental del proceso que seguirían), posiblemente utilizando pirotecnología para facilitar la extracción de grasa de los huesos, utilizando una receta probable para producir el compuesto y el uso de recipientes de concha para mezclar y almacenar para uso posterior. Los comportamientos modernos, como la fabricación de cuentas de concha, herramientas de hueso y flechas, y el uso de pigmento ocre, son evidentes en un sitio de Kenia hace 78 000-67 000 años.
La expansión de las estrategias de subsistencia más allá de la caza mayor y la consecuente diversidad en los tipos de herramientas se ha señalado como signos de modernidad conductual. Varios sitios sudafricanos han demostrado una dependencia temprana de los recursos acuáticos, desde peces hasta mariscos. Pinnacle Point, en particular, muestra la explotación de los recursos marinos desde hace 120 000 años, quizás en respuesta a las condiciones más áridas del interior. Establecer una dependencia en depósitos de mariscos predecibles, por ejemplo, podría reducir la movilidad y facilitar sistemas sociales complejos y comportamientos simbólicos. La cueva de Blombos y el sitio 440 en Sudán también muestran evidencia de pesca. El cambio tafonómico en los esqueletos de peces de la cueva de Blombos se ha interpretado como la captura de peces vivos, claramente un comportamiento humano intencional.
Se sabe que los seres humanos en el norte de África (Nazlet Sabaha, Egipto) incursionaron en la minería de sílex, hace 100 000 años, para la construcción de herramientas de piedra.
Se encontraron pruebas en 2018, que datan de hace unos 320 000 años, en el sitio keniano de Olorgesailie, de la aparición temprana de comportamientos modernos que incluyen: redes de comercio de larga distancia (que involucran productos como la obsidiana), el uso de pigmentos y la posible fabricación de puntas de proyectil. Los autores de tres estudios de 2018 en el sitio observan que la evidencia de estos comportamientos es aproximadamente contemporánea a los restos fósiles de Homo sapiens más antiguos conocidos de África (como en Djebel Irhoud y Florisbad), y sugieren que complejos y modernos Los comportamientos comenzaron en África en la época de la aparición del Homo sapiens.
En 2019, se encontraron más pruebas de las primeras armas de proyectiles complejos en África en Aduma, Etiopía, que datan de hace 80 000-100 000 años, en forma de puntos que se considera probable que pertenezcan a los dardos lanzados por los lanzadores de lanzas.

## Edad de Piedra Tardía
El cráneo de Hofmeyr es un espécimen de un cráneo humano de 36 000 años de antigüedad que se encontró en 1952 cerca de Hofmeyr, Sudáfrica . El análisis osteológico del cráneo realizado por el Instituto Max Planck de Antropología Evolutiva indica que el espécimen es morfológicamente distinto de los grupos recientes en el África subecuatorial, incluidas las poblaciones locales de joisán.[cita requerida] En cambio, el fósil de Hofmeyr tiene una afinidad muy cercana con otros cráneos del Paleolítico Superior de Europa. Algunos científicos han interpretado esta relación por ser compatible con la teoría de migración de África, que plantea la hipótesis de que al menos algunos grupos humanos del Paleolítico superior en África, Europa y Asia deberían parecerse morfológicamente entre sí.
Alrededor del año 10 000 a. C., las sociedades africanas de cazadores-recolectores desarrollaron tecnologías de microlitos. Las herramientas microlíticas compuestas fueron útiles para cosechar pastos silvestres y también permitieron la producción de anzuelos finos de concha y huesos, lo que pudo haber permitido la explotación de una gama más amplia de recursos alimenticios. Algunas de las piezas de cerámica más antiguas de África también se han encontrado en el Sahara y están asociadas con poblaciones de cazadores-recolectores. Hacia el 9400 a. C., en Ounjougou, en el centro de Malí, se cree que los cazadores-recolectores locales inventaron la cerámica de forma independiente a medida que se volvían más sedentarios y comenzaban a recolectar de forma intensiva granos silvestres locales (como el mijo).
En 2013, se analizaron esqueletos ibero-mauritana de los yacimientos prehistóricos de Taforalt y Afalou en el Magreb en busca de ADN antiguo. Todos los especímenes pertenecían a clados maternos asociados con el norte de África o con el litoral mediterráneo norte y sur, lo que indica un flujo de genes entre estas áreas desde el Epipaleolítico. Los antiguos individuos de Taforalt portaban los haplogrupos de ADNmt U6, H, JT y V, lo que apunta a la continuidad de la población en la región que data del período ibero-mauritano.
Existe un debate en curso con respecto al uso de las sociedades de cazadores-recolectores de hoy en día, como los san, como una analogía con las sociedades de la Edad de Piedra Tardía.

## Neolítico pastoral
Los desarrollos culturales durante el Neolítico temprano llevaron a que los estilos de vida de los cazadores-recolectores nómadas fueran suplantados lentamente por el pastoreo en el norte de África. La evidencia más antigua de África sobre animales domésticos proviene del Sahara hace 7000-6000 a. C., y la evidencia de nuevos estilos de vida de pastoreo de ganado se conserva en sitios arqueológicos como Gobero y en el arte rupestre del Sahara. A medida que el Sahara aumentó de tamaño debido a la aridificación, los primeros pastores migraron hacia el sur y el este hacia los valles de Níger y Nilo, trayendo consigo prácticas de pastoreo que también se extenderían por el este y el sur de África. El Neolítico Pastoral de la Sabana y las tradiciones culturales materiales de Elmenteitan se encuentran en el este de África. Una investigación reciente de ADNc ha proporcionado evidencia de la propagación de pastores neolíticos pastorales desde el este de África hasta el sur de África.
En el Sahel occidental, el surgimiento de comunidades asentadas se produjo en gran parte como resultado de la domesticación del mijo y el sorgo. La arqueología apunta a poblaciones urbanas considerables en África occidental más tarde, comenzando por el segundo milenio antes de Cristo. Las relaciones comerciales simbióticas se desarrollaron antes del comercio transahariano, en respuesta a las oportunidades que brinda la diversidad norte-sur en los ecosistemas a través de desiertos, praderas y bosques. Los agricultores recibieron sal de los nómadas del desierto. Los nómadas del desierto adquirían carne y otros alimentos de los pastores y agricultores de las praderas y de los pescadores del río Níger. Los habitantes del bosque proporcionaron pieles y carne.
En África occidental, Dhar Tichitt y Ualata en la actual Mauritania figuran de manera prominente entre los primeros centros urbanos, que datan de 2000 a. C.. Cerca de 500 asentamientos de piedra cubren la región en la antigua sabana del Sahara. Sus habitantes pescaban y cultivaban mijo. Los antepasados de los Soninké, de los pueblos mandé, pueden haber sido los responsables de la construcción de dichos asentamientos. Alrededor del año 300 a. C., la región se volvió más seca y los asentamientos comenzaron a declinar, probablemente trasladándose a Kumbi Saleh. La evidencia arquitectónica y la comparación de estilos de cerámica sugieren que Dhar Tichitt estaba relacionado con el subsiguiente Imperio de Ghana y Culturas Djenné-Djenno (en la actual Malí).

## Edad de los Metales
Las sociedades agrícolas en África se desarrollaron después de los orígenes y la expansión del pastoreo de ganado en todo el continente. Del mismo modo, el uso temprano de la metalurgia por las comunidades agrícolas no se desarrolló de forma independiente en África hasta alrededor del 3000 a. C.. Las bolsas de uso del hierro aparecieron en los milenios posteriores, pero el metal no reemplazó a la piedra en el sur del continente hasta alrededor del 500 a. C., cuando tanto el hierro como el cobre se extendieron hacia el sur a través del continente, alcanzando el Cabo alrededor del 200 d. C. Aunque algunos detalles sobre la expansión bantú todavía son controvertidos entre arqueólogos, lingüistas e historiadores, el uso generalizado del hierro parece haber jugado un papel importante en la expansión bantú en las comunidades agrícolas en todo el África subsahariana. El contacto y la interacción entre cazadores-recolectores, pastores y comunidades agrícolas entrantes sigue siendo un tema de interés importante en la arqueología africana actual.
En 2014, un análisis de ADN antiguo del esqueleto de un recolector macho de 2330 años en el sur de África encontró que el espécimen pertenecía al haplogrupo de ADNmt L0d2c1c. Este clado materno está hoy más estrechamente asociado con los Ju, un subgrupo del pueblo indígena san, lo que apunta a la continuidad de la población en la región. En 2016, también se descubrió que una momia desecada de la Edad del Hierro tardía de la región de Tuli en el norte de Botsuana pertenecía al haplogrupo L0.
En el centro de Nigeria, África occidental, alrededor del 1500 a. C., la cultura Nok se desarrolló en la meseta de Jos. La gente Nok produjo representaciones realistas en terracota, incluyendo cabezas y figuras humanas, elefantes y otros animales. Hacia el 500 a. C., y posiblemente unos siglos antes, estaban fundiendo hierro. Hacia el 200 d. C., la cultura Nok había desaparecido. Basado en similitudes estilísticas con las terracotas Nok, las figuras de bronce del reino Yoruba de Ife y las del reino Bini de Benín son ahora creía para ser una continuación de las tradiciones de la cultura Nok anterior.

## África histórica
El comercio con el Cercano Oriente y Europa condujo al crecimiento de fuertes imperios mercantiles, como el reino etíope de Axum. Varios estados y organizaciones políticas también se desarrollaron en África Occidental, incluidos Ife, el Reino de Benín, Igbo-Ukwu, Djenné-Djenno, el Imperio de Ghana, el Estado de Bono y el Imperio asante. Lospueblos bantúes del sur de África construyeron el impresionante sitio del Gran Zimbabue entre los siglos X y XV de nuestra era. El norte del continente tenía estrechos vínculos culturales y económicos con el Mediterráneo clásico y medieval. La ganadería se volvió importante en el Cuerno de África y enormes recintos de movimiento de tierras se construyeron para acorralar a los animales. La gente de la Etiopía cristiana produjo impresionantes iglesias monolíticas excavadas en la roca como la de San Jorge en Lalibela durante el siglo XIII y los primeros fuertes portugueses aparecieron poco después de esto, penetrando tan al sur como Zambia.